# The Man in Half Moon Street
The Man in Half Moon Street ist ein US-amerikanischer Science-Fiction-Thriller, der unter der Regie von Ralph M. Murphy 1943 gedreht wurde und 1945 erschien. Als Vorlage diente das gleichnamige Theaterstück von Barré Lyndon aus dem Jahr 1939, eine spätere Verfilmung des Stoffs unter dem deutschen Filmtitel Den Tod überlistet entstand 1959 in Großbritannien.

## Handlung
In London lebt der Wissenschaftler und Hobbymaler Dr. Julian Karell. Der umfassend gebildete Mann ist in Londons feiner Gesellschaft etabliert und möchte in Kürze seine Freundin Eve Brandon heiraten. Einmal begegnet Julian einer hochbetagten Frau, die ihn von einer Affäre aus dem späten 19. Jahrhundert zu kennen scheint – doch die alte Frau nimmt an, es sei Julians Großvater gewesen, denn Julian sieht aus wie ein Mittdreißiger.
Allerdings steckt dahinter Julians düsteres Geheimnis: Um sich ewige Jugend zu erhalten, greift er seit 1885 auf Organe zurück, die er von zuvor von ihm ermordeten Menschen gestohlen hat. Immer wieder musste er sich im Laufe der Zeit neue Identitäten schaffen. Nun zeigen sich wieder Spuren des Alterns und er benötigt neue Organe – und damit ein neues Opfer. Hierfür auserkoren hat er den psychisch instabilen Studenten Alan Guthrie. Die frischen Organe einpflanzen soll Julian sein langjähriger Kollege und Komplize, der Mediziner Kurt van Brücken. Doch dieser hat inzwischen ein schlechtes Gewissen und möchte, statt erneut ein Verbrechen zu begehen, lieber auf natürliche Weise altern und sterben. Zudem zittert der hochbetagte Kurt und könnte kaum operieren. 
Julian ist die Lust auf ewige Jugend jedoch nicht vergangen, und so sucht er in London nach anderen Chirurgen, welche eine Operation durchführen könnten. Ein Bekannter von Julians Verboter Eve, Dr. Henry Latimer, erfährt davon, wird misstrauisch und stellt Nachforschungen an. Schließlich sammelt er heimlich Julians Fingerabdruck. Latimer kontaktiert Scotland Yard, wo die Fingerabdrücke untersucht werden. Die Polizei ist äußerst verwundert, als diese mit einem deutschen Medizinstudenten und Mörder des 19. Jahrhunderts namens Kornis übereinstimmen, der aber mittlerweile über 90 Jahre alt sein müsste und damit gar nicht Julians Erscheinungsbild entspricht.
Entgegen den Warnungen Kurts möchte Julian die Operation an Guthrie alleine durchführen. Dieser möchte zurücktreten, wird aber von Julian zur Operation gezwungen. Wie erwartet stirbt Guthrie, seine Leiche entsorgt Julian in der Themse. Doch die Polizei weiß inzwischen von Julians Verbindung mit Guthrie, und wenig später wird auch dessen Leiche aus der Themse gezogen. Julian entscheidet sich zur Flucht, dafür schlägt er der unwissenden Eve eine heimliche Eheschließung und anschließende Hochzeitsreise vor. Er rät auch Kurt zur Flucht, aber dieser entscheidet sich, auf das Eintreffen der Polizei zu warten und mögliche juristische Konsequenzen hinzunehmen. Als Julian mit Eve im Zug nach Paris sitzt, beginnt er auf einmal dramatisch zu altern. Julian gesteht ihr, dass ihn seine Arbeit im Laufe der Jahre immer einsamer gemacht hat, und sie verspricht ihm, dass sie im Geiste immer bei ihm sein wird. Ohne ihr sein Gesicht noch einmal zu zeigen, stürzt Julian an der nächsten Haltestelle aus dem Zug. Als die Polizei auf der Suche nach Julian den Zug betritt, erkennt einzig Eve den uralten Mann, der auf dem Bahnsteig zusammenbricht und stirbt.

## Produktion
Bei seiner Uraufführung im Jahr 1939 am Londoner West End mit Leslie Banks in der Hauptrolle war das Stück ein Erfolg. Die Verfilmung befand sich mehrere Jahre in Entwicklung, zeitweise waren Alan Ladd und dann Albert Dekker für die Hauptrolle im Gespräch. Schließlich wurde es als B-Film mit dem früheren Stummfilmstar Nils Asther in der Hauptrolle realisiert. Obgleich von Paramount Pictures produziert, wurden die Szenen an der Victoria Station beim Konkurrenzstudio Metro-Goldwyn-Mayer gedreht, da dort ein entsprechendes Filmset vorhanden war. Hans Dreier, Walter H. Tyler und Sam Comer waren für das Szenenbild verantwortlich, Maskenbildner war Wally Westmore.
Gedreht wurde der Film im Herbst 1943, im Oktober 1944 gab es erste Pressevorführungen und Anfang 1945 kam der Film schließlich in die amerikanischen Kinos. Daher wird manchmal auch alternativ zu dem Jahr 1945 das Vorjahr 1944 als Erscheinungsjahr des Films angegeben.

## Rezensionen
In der New York Times war zu lesen: „Paramount hat die Produktion mit weit überdurchschnittlichen Einstellungen für diese Art von reißerischer Kost ausgestattet, und unter seiner Regie gelingt es Ralph Murphy gelegentlich, ein gewisses Maß an unheilvoller Spannung aufzubauen. Aber das Nettoergebnis ist nichts, worüber man sich freuen sollte.“
Die professionelle Filmkritik der Gegenwart widmet sich dem Film so gut wie nicht. Der TV Guide notiert: „Faszinierend präsentierte Idee, über dem Durchschnitt“. Die Filmmusikseite betonte anlässlich einer Neuausgabe der Filmmusik von Man in Half Moon Street auf CD, dass obgleich der Film an sich in den Augen des Komponisten Rózsa „kaum bemerkenswert“ gewesen sei, habe er auch hier einen „niveauvollen Score“ geschaffen. Bekannte Film-noir-Klänge, ein üppiges Liebesthema und ein memorabler Walzer würden sich zu einem „impressiven Ganzen“ zusammenfügen, das es mehr als wert war, der Vergessenheit entrissen zu werden.